# Banco Bilbao Vizcaya Argentaria

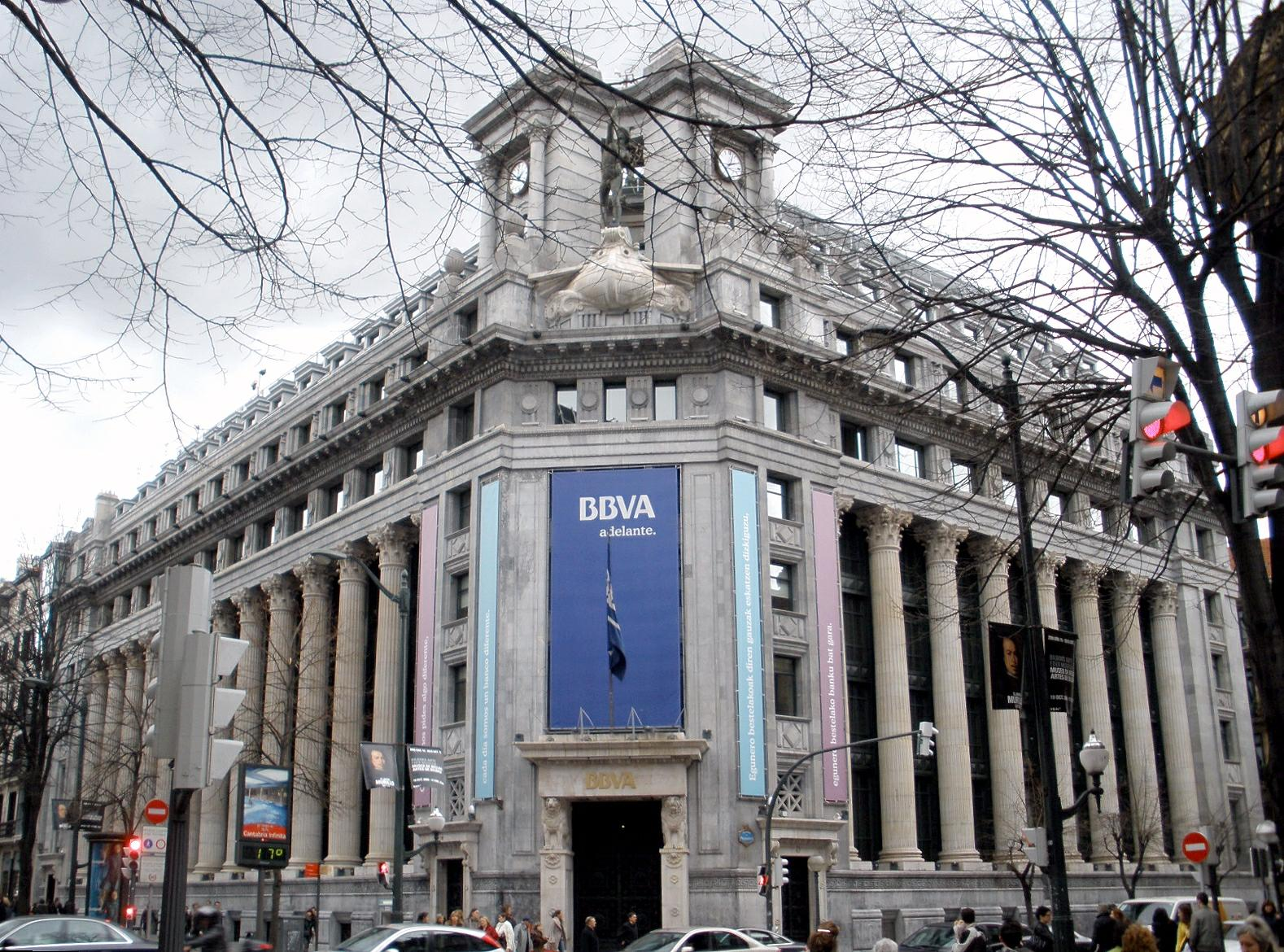
Штаб-квартира BBVA в Бильбао.

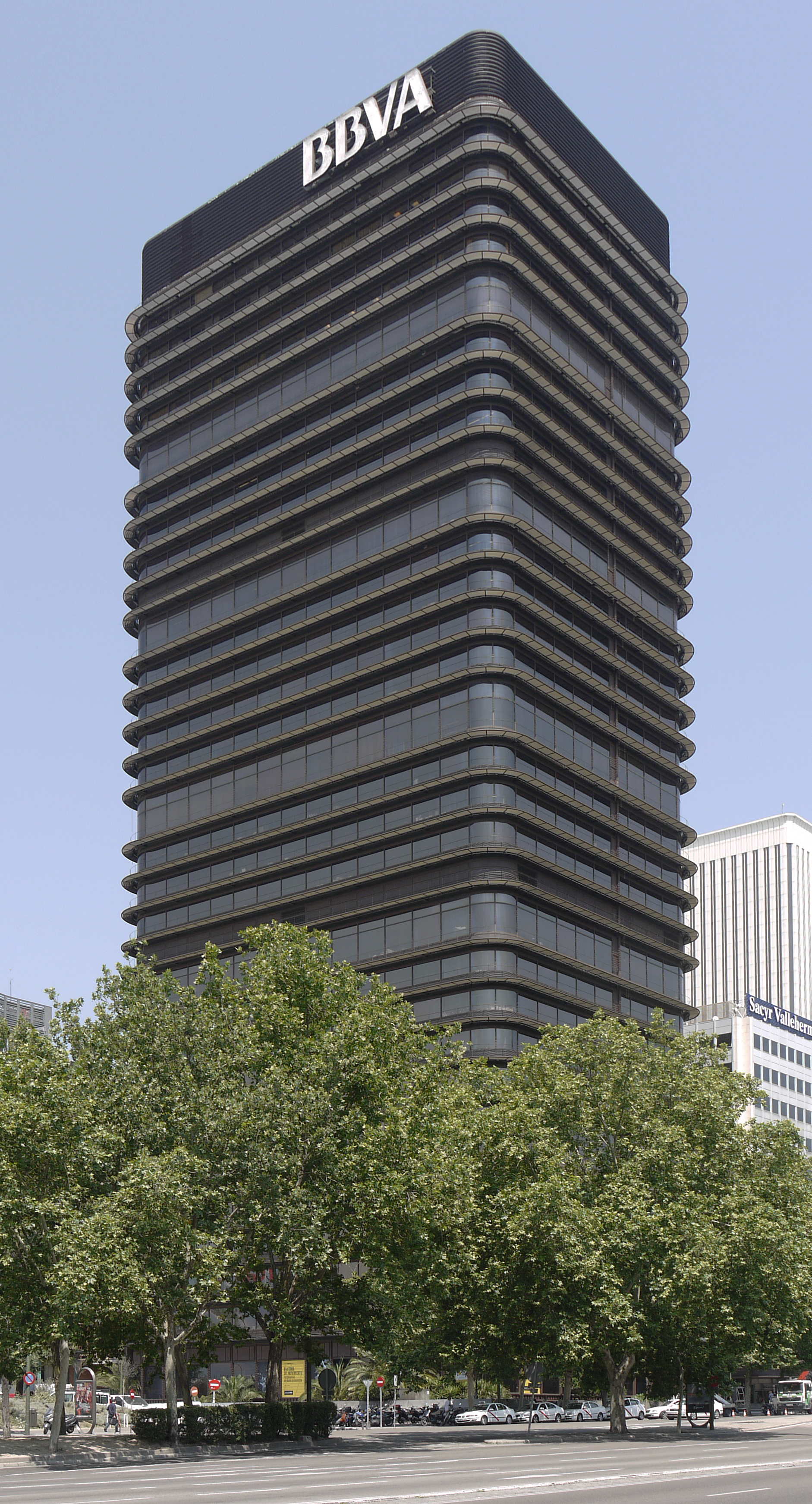
Здание BBVA в Мадриде.

Banco Bilbao Vizcaya Argentaria (BBVA) — одна из крупнейших банковских компаний в Испании. Находится на первом месте среди финансовых учреждений в Мексике, на втором в Испании, Турции и Перу, на третьем месте в Венесуэле и на четвёртом месте в Колумбии.
Штаб-квартира группы расположена в старом квартале города Бильбао (Страна Басков), там же, где был основан Banco de Bilbao в 1857 году. Большинство центральных служб и оперативный штаб в основном сосредоточены в Мадриде. Главное офисное здание за пределами Испании находится в Мехико. Сеть группы включает 7432 отделения и 31 тысячу банкоматов, обслуживает 80,7 млн клиентов в более, чем 30 стран мира.
По состоянию на 31 декабря 2020 года активы BBVA равнялись 736 млрд евро ($818 млрд), что является вторым показателем среди испанских банков после Grupo Santander, входит в число 50 крупнейших банков мира.

## История
История BBVA начинается в 1857 году в Бильбао на севере Испании. Banco de Bilbao был создан в качестве эмиссионного и учётного банка. До последнего десятилетия XIX века банк был практически единственным в Стране Басков. Во второй половине XIX века Banco Bilbao финансировал крупные инфраструктурные проекты и развивал сталелитейную промышленность в зоне своего влияния. В 1878 году банк был лишен права выпуска своих собственных банкнот и перестроился на банковские кредиты и учётные операции.
Banco de Vizcaya был основан в 1901 году; банк начал работу в Бильбао (это город-порт на берегу Бискайского залива, отсюда и название Бискайский банк); постепенно его деятельность распространилась по всей стране.
Консорциум банкиров и промышленников Banco de Crédito Industrial (BCI) был создан в 1920 году с целью содействия предоставления долгосрочных кредитов и консолидации отрасли; Banco de Bilbao и Banco de Vizcaya вошли в состав консорциума.
В условиях экономического развития в 1960-е годы Banco de Bilbao увеличивает свой размер за счёт поглощения других банков и приступает к созданию финансовой группы; Banco de Vizcaya также рос за счет поглощений, наиболее значимым была покупка Banca Catalana в 1984 году.
В 1988 году подписано соглашение о слиянии Banco de Bilbao и Banco de Vizcaya. В 1989 году был принят бренд BBV.

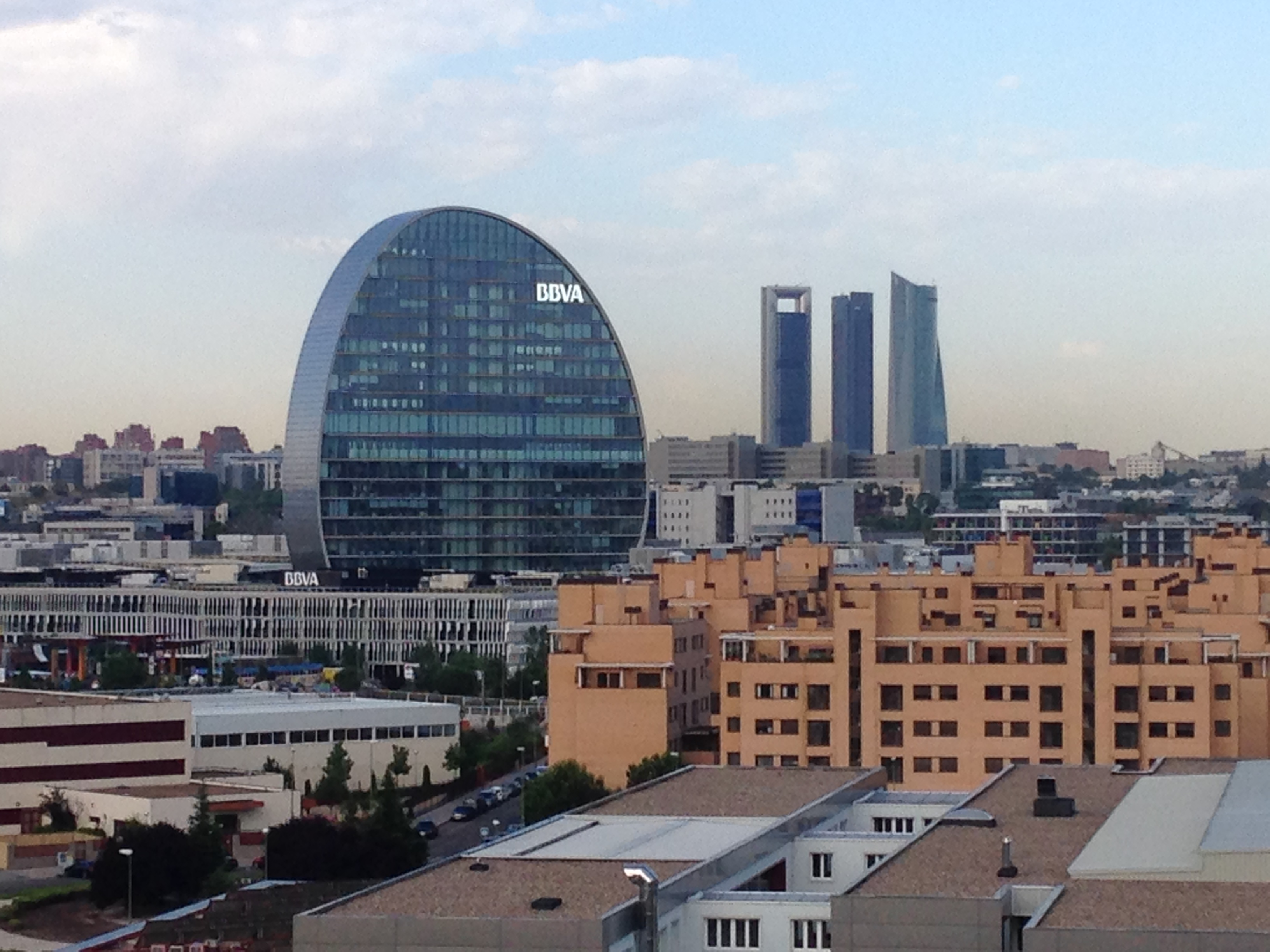
Здание в Мадриде.

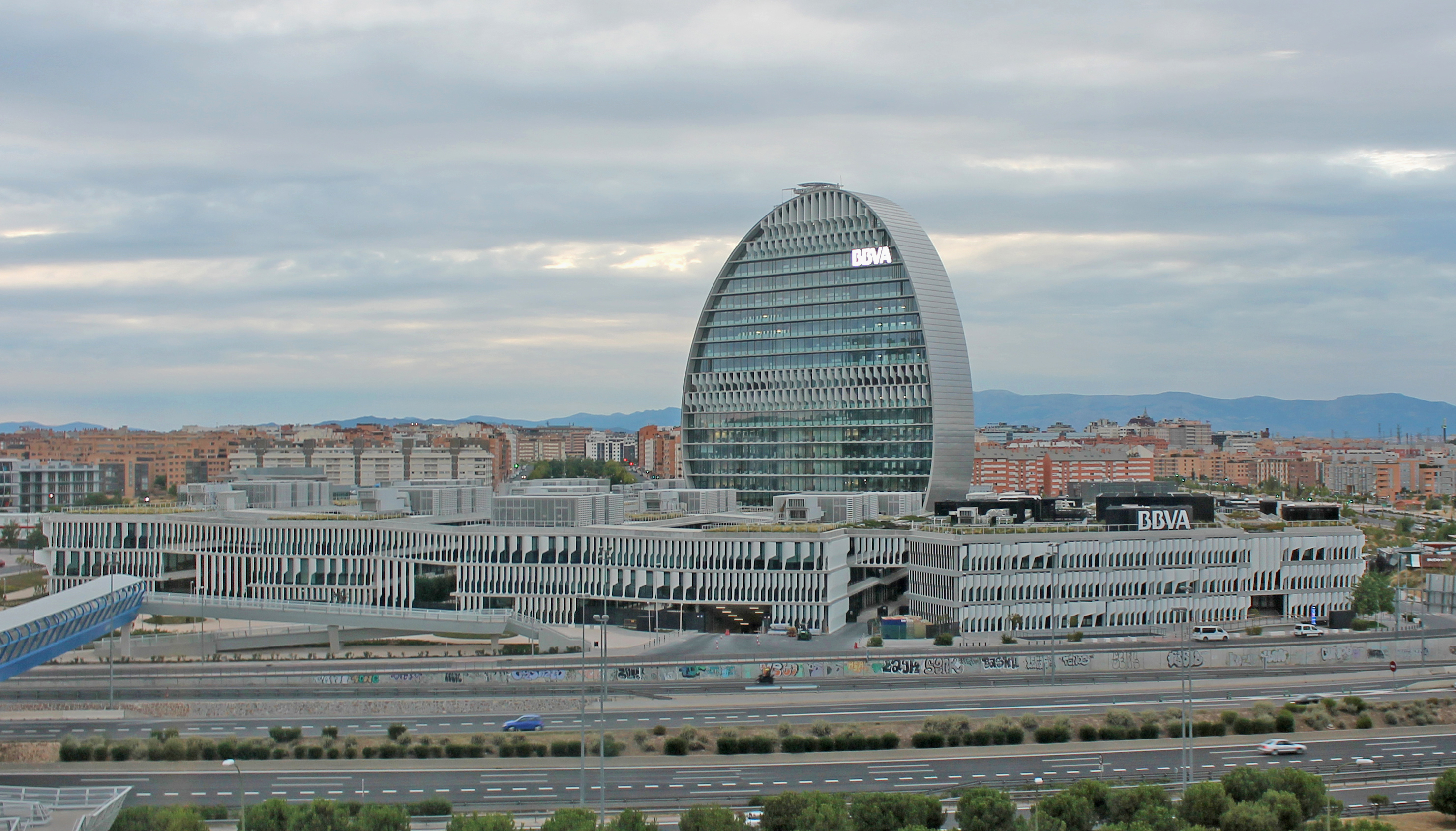
BBVA в Мадриде.

В 1991 году правительство Испании, возглавляемое Фелипе Гонсалесом, создало государственный банк Argentaria. С 1993 по 1998 год осуществлялась его приватизацию. 19 октября 1999 года BBV и Argentaria объявили о своем слиянии. Окончательная интеграция закончилась в феврале 2001 года. Между тем, в 2001 году управление было окончательно реструктурировано. Франсиско Гонсалес, бывший глава Argentaria, стал президентом организации.
После нескольких лет, посвящённых зарубежному росту, BBVA воспользовались преимуществом реструктуризации финансовой системы в Испании, и особенно быстро начали расти в Каталонии, регионе, где BBVA имели низкую долю рынка. В 2012 году за символический евро были куплены активы обанкротившегося Unnim Banc.
21 июля 2014 г. BBVA приобрел Catalunya Banc за 1,187 млн евро через процедуру аукциона. 1 сентября 2016 BBVA и Catalunya Banc оформили слияние. В 2019 году был обновлен логотип банковской группы и унифицированы названия дочерних структур в различных странах.

## Руководство
- Карлос Торрес Вила (Carlos Torres Vila) — председатель совета директоров с декабря 2018 года, до этого, с 2015 года был главным исполнительным директором; ранее работал в McKinsey & Company.
- Онур Генч (Onur Genç) — главный исполнительный директор с декабря 2018 года; в группе с 2012 года, ранее также работал в McKinsey & Company.

## Деятельность
Группа имеет отделения и представительства в Европе (Испания, Бельгия, Великобритания, Германия, Италия, Кипр, Мальта, Нидерланды, Португалия, Румыния, Турция, Финляндия, Франция, Швейцария), Азии (Гонконг, КНР, Сингапур, Япония), Северной Америке (США и Мексика), Южной Америке (Аргентина, Боливия, Бразилия, Венесуэла, Колумбия, Парагвай, Перу, Уругвай, Чили. Подразделения сформированы по географическому принципу:
- Испания — 29 тысяч сотрудников, выручка 5,6 млрд евро, активы 406 млрд;
- США (BBVA USA и BBVA New York) — 11 тысяч сотрудников, выручка 3,2 млрд, активы 94 млрд;
- Мексика — 37 тысяч сотрудников, выручка 7 млрд, активы 110 млрд;
- Турция — 22 тысячи сотрудников, выручка 3,6 млрд, активы 60 млрд;
- Южная Америка — 23 тысяч сотрудников, выручка 3,2 млрд, активы 55 млрд;
- остальная Евразия — 1 тысяча сотрудников, выручка 510 млн, активы 23 млрд[1].

Из 736 млрд евро активов 378 млрд составляют выданные кредиты; принятые депозиты составляют 409 млрд евро. Из 23 млрд евро выручки в 2020 году 16,8 млрд составил чистый процентный доход.

## Международная экспансия Группы BBVA

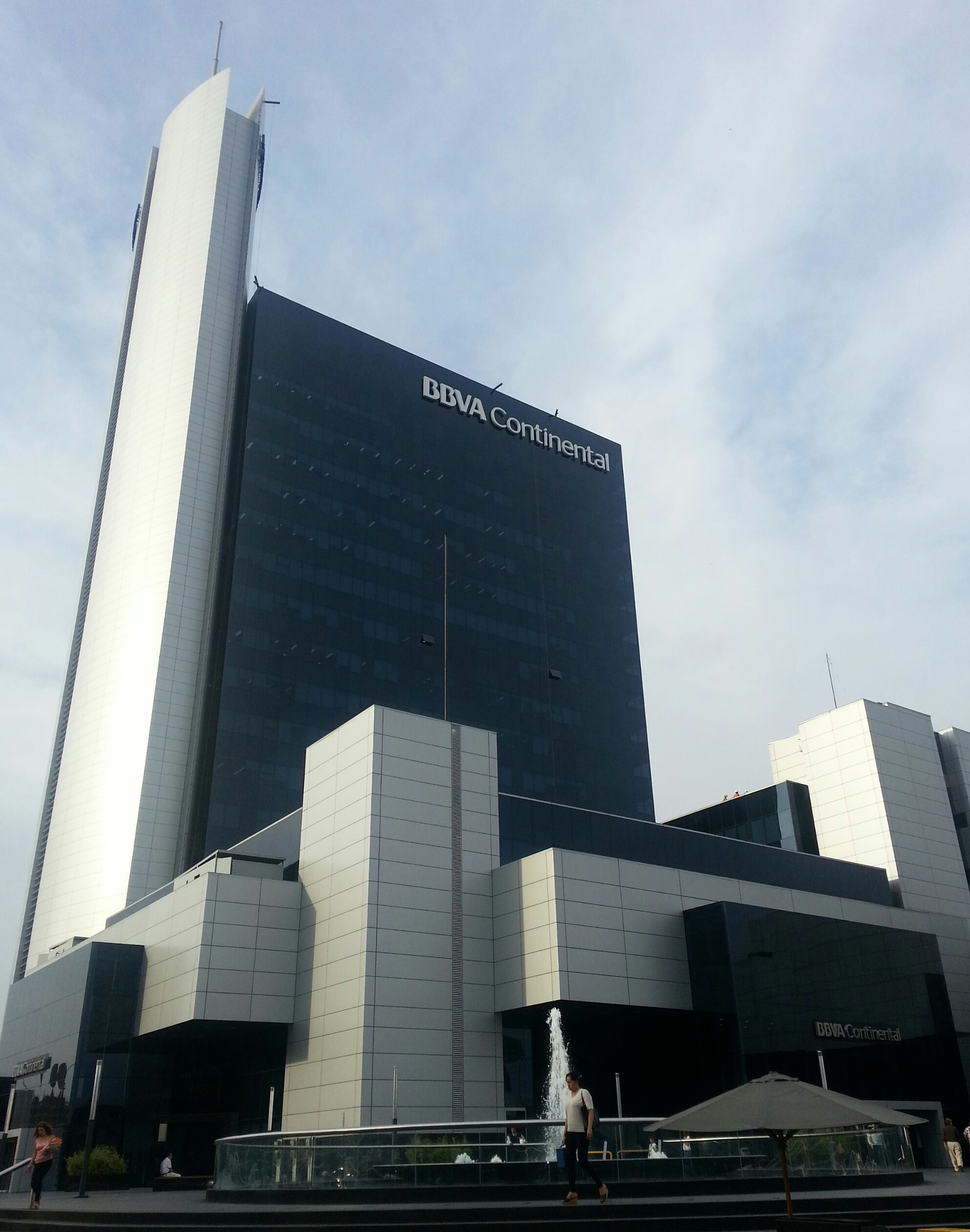
Штаб-квартира BBVA Continental в Перу.

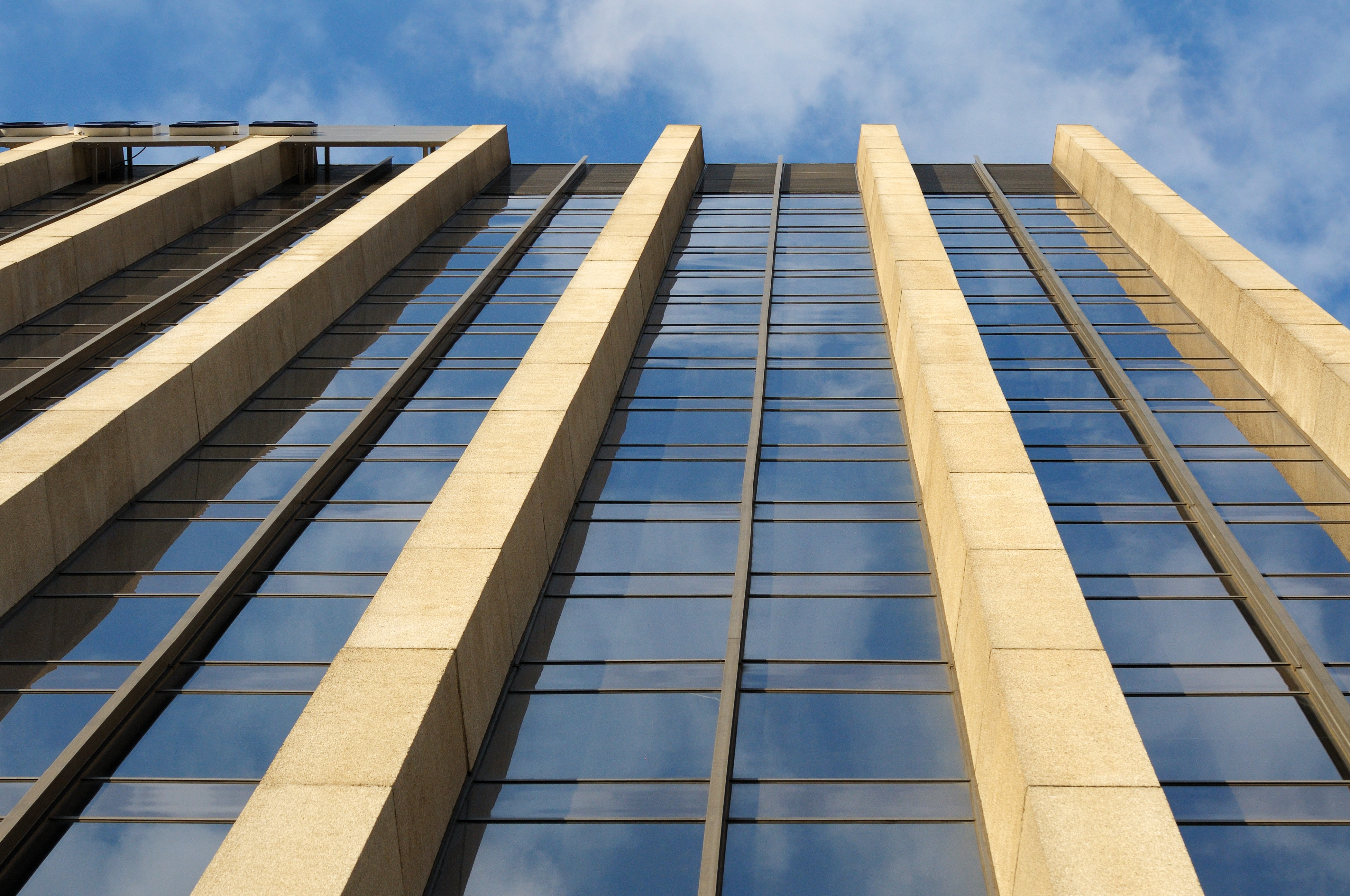
Штаб-квартира BBVA Compass в
США.

Распространение деятельности BBVA за рубеж началось в 1902 году открытием филиала в Париже, в 1918 Banco de Bilbao открыл ещё один филиал — в Лондоне, став первым испанским банком с присутствием за рубежом.
В 1970-е годы Banco Bilbao Vizcaya стал международной банковской группой, создав сеть филиалов и операционных центров в финансовых столицах Европы, Америки и Азии. Кроме того, группа начала политику экспансии в Америке путём приобретения местных банков в различных странах.

### Латинская Америка
Banco de Vizcaya приобрела в 1979 году коммерческий банк Mayagüez в Пуэрто-Рико, основанный в 1967 году группой торговцев и промышленников. В 1992 году, после ещё нескольких приобретений, был основан BBVA Puerto Rico.
В 1995 году группа входит в Перу, приватизировав и впоследствии приобретя Banco Continental, и Мексику, с покупкой Probursa, которая позже слилась с BBVA Bancomer, сформировав финансовую группу BBVA Bancomer, работающую в банковском секторе и страховании.
В 1996 году группа вышла на рынок Колумбии, приобретая Banco Ganadero, а также Аргентины. В Мексике в этом году были куплены CREMI Banca и Banco de Oriente.
В 1997 году группа начала работу в Венесуэлу, приобретая Banco Provincial (основан в 1953 году). Она также расширяет свое присутствие в Аргентине приобретением Banco de Crédito Argentino.
В 1998 году группа вышла на рынок Чили, купив Banco BHIF, в 1999 году к нему был присоединен AFP Provida. Основой деятельности в Бразилии стал купленный в этом же году Banco Excel-Econômico.
В 2000 году в Мексике было произведено слияние BBV Probursa с Bancomer для создания BBVA Bancomer (крупнейшего банка по размеру активов в Мексике). В 2004 году было приобретено 100 % акций Hipotecaria Nacional, частного учебного заведения, специализирующегося на ипотечном бизнесе.
В 2001 году она завершает реализацию единой платформы для всех предприятий и всех стран, а бренд BBVA устанавливается в компаниях группы в Латинской Америке.
В 2004 году банки в Чили (BHIF) и Колумбии (Banco Ganadero) изменили своё коммерческое название и стали называться просто BBVA.
В 2006 году на открытом аукционе, приобретается Banco Granahorrar de Colombia.

### США
В 2004 году группа начала ещё одну линию международной экспансии с выходом на рынок США, с приобретением организаций на юге страны, опираясь
 на силу своей мексиканской дочерней компании BBVA Bancomer.
Во втором квартале 2004 года Группа объявила о покупке Valley Bank в Калифорнии через BBVA Bancomer.
В 2005 году компания купила Texas el Banco Laredo, и Texas Regional Bancshares в 2006.
В 2007 году BBVA приобрела Alabama Compass Bank, впоследствии переведя свой портфель брендов в США под название «BBVA Compass».
В 2009 году приобрела в Техасе Guaranty Bank.
В 2014 году BBVA приобрела американскую компанию Simple для цифрового банкинга за 117 млн $, а в 2015 году приобрела калифорнийскую компанию Spring Studio, специализирующуюся на пользовательском опыте и цифровом дизайне.
В настоящее время BBVA Compass является одним из 25 крупнейших американских банков.

### Китай
В 2006 году BBVA Group совершила стратегический альянс с китайской группой CITIC Group, седьмой по величине финансовой группой, чтобы получить 5 % China City Bank (CNBC) и 15 % Citic International Financial Holdings (CIF). В 2008 году участие достигает 10 % в CNBC и 30 % в CIFH.
На 2015 год BBVA владеет 4 % акционерного капитала CNBC. Также в 2015 году было объявлено о продаже своей доли в 29,68 % в CITIC Group.

### Турция
В 2010 году Группа приобрела 24,9 % акций Turkiye Garanti Bankasi AS, второго по величине банка Турции и достигла соглашения с основным акционером Dogus Group по совместному управлению Dogus Group. Впоследствии доля в Turkiye Garanti Bankasi AS увеличилась до 25,01 %. В ноябре 2014 г. BBVA Dogus Holdings приобрела дополнительно 14,89 % от турецкого банка за 1,988 млн евро, в результате чего довела свою долю до 39,9 %.

## Спонсорская деятельность

### Футбол
Компания с сезона 2008/09 выступила спонсором чемпионата Испании по футболу.
С 2012 года является главным спонсором двух наиболее успешных футбольных клубов Аргентины — «Боки Хуниорс» и «Ривер Плейта»; логотип BBVA находится на лицевой стороне футболок.
Примера чемпионата Мексики была переименована в Liga Bancomer MX.

### Баскетбол
С 2010 года является спонсором НБА. Спонсорская сделка на 2010—2014 годы составила 100 млн $ на каждый из четырёх сезонов. В октябре 2014 года поручительство было продлено до 2017 года.

### Наука
С 2008 года является спонсором BBVA Foundation Frontiers of Knowledge Awards.